# Église de Suomusjärvi
L' Église de Suomusjärvi (en finnois : Suomusjärven kirkko) est une église luthérienne en bois construite dans le village de Suomusjärvi à Salo en Finlande,.

## Description

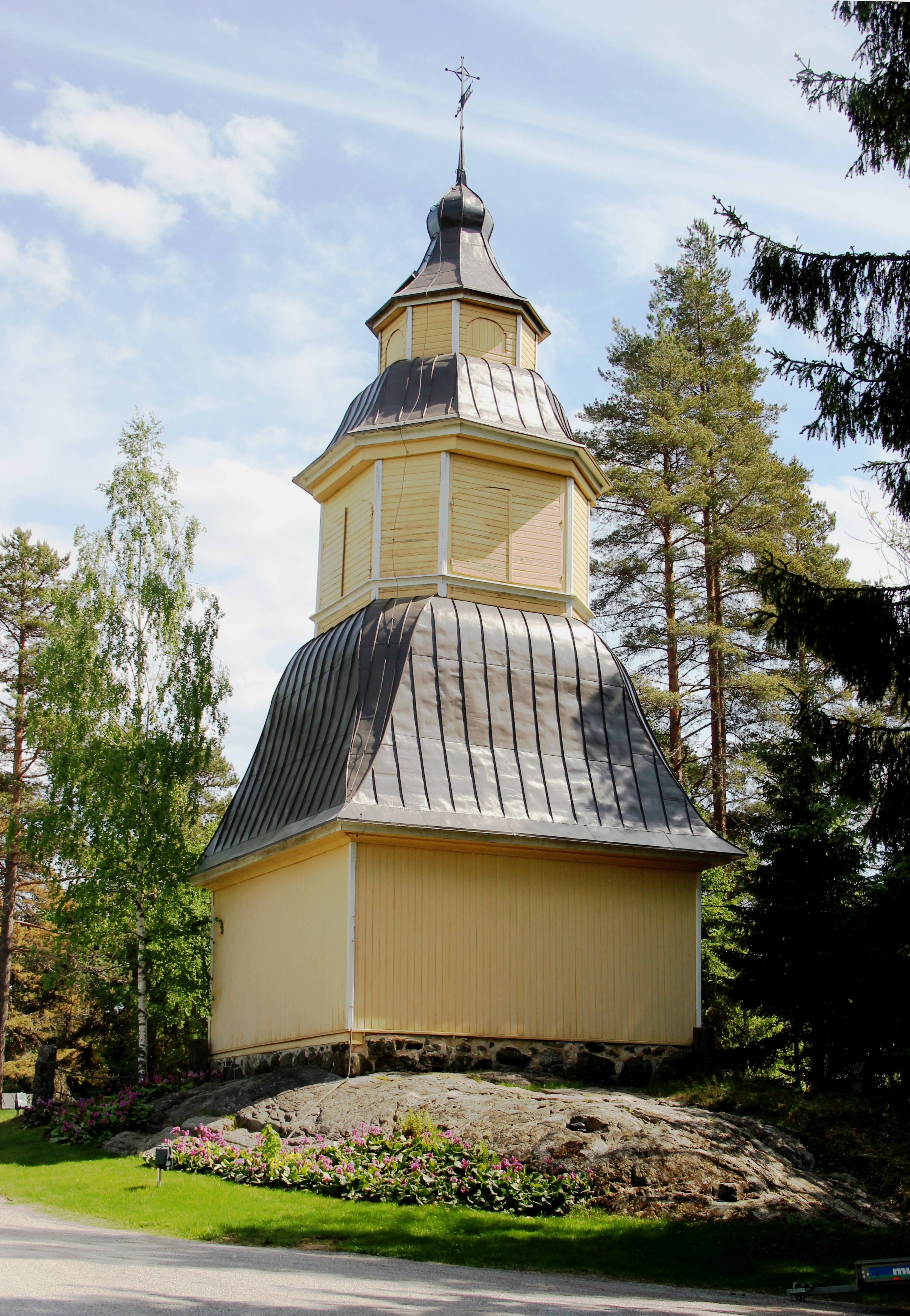
Le clocher.

L'édifice est conçu par Ernst Bernhard Lohrmann et construit à Suomusjärvi de 1847 à 1849.
Historiquement elle est la troisième église de Suomusjärvi.
La première église est construite en 1635 à Laidike, inaugurée en 1678 et transportée à Suomusjärvi en 1697. Il n'en reste que la sacristie transformée en morgue.
La deuxième église est bâtie en 1703, il n'en reste que le clocher construit par Jaakko Härä en 1750.
L'église actuelle est de style néoclassique et de style Empire. Elle peut accueillir 560 personnes.
Le retable représentant l'enfant Jésus et la crucifixion est peint par Robert Wilhelm Ekman.
La chaire sculptée par H. J. Stenroos en 1897, est peinte par Kustaa Lucander. 
L'orgue à 13 jeux est réalisé en 1972 par la fabrique d'orgues de Kangasala.
L'édifice et son environnement sont classés parmi les sites culturels construits d'intérêt national par la direction des musées de Finlande.